# Младен Младенов (офицер)
Вижте пояснителната страница за други личности с името Младен Младенов.
Младен Гаврилов Младенов е български офицер, инженер, генерал-майор.

## Биография
Роден е на 2 юли 1929 г. във видинското село Боровица. Първоначално завършва Военнотехническата академия, а след това Военната академия в София. По-късно учи във Военната инженерна академия „В. В. Куйбишев“. От 1955 до 1958 г. служи в Инженерния отдел на втора армия. В периода 1958 – 1970 г. е последователно заместник началник-щаб по разузнаването и старши помощник на отдел „Оперативна и бойна подготовка“ в Управление „Инженерни войски“. До 1974 г. е заместник-началник на отдел в Оперативното управление на Генералния щаб. През 1974 г. е назначен за началник-щаб на Войските на Министерството на транспорта. Излиза в запаса през 1992 г. През 2019 г. Дружеството на Клуба на офицерите от запаса и резерва от ВМТ и ВТУ в столичния район „Надежда“ приема за свой патрон генерал Младен Младенов.

## Образование
- Военнотехническа академия
- Военна академия „Георги Раковски“
- Военната инженерна академия „В. В. Куйбишев“